# Sospiro
Sospiro ist eine norditalienische Gemeinde (comune) mit 3039 Einwohnern (Stand 31. Dezember 2023) in der Provinz Cremona in der Lombardei. Die Gemeinde liegt etwa 10,5 Kilometer ostsüdöstlich von Cremona.

## Persönlichkeiten
- Piergiuseppe Vacchelli (* 1937), Kurienerzbischof, im Ortsteil Longadore geboren